# Шпак Володимир Віталійович
Володи́мир Віта́лійович Шпа́к (1984—2021) — старший лейтенант Збройних сил України, учасник російсько-української війни.

## З життєпису
Народився 1984 року в місті Чернігів. 2001-го закінчив чернігівську ЗОШ № 11; 2006 року — Чернігівський державний інститут економіки за спеціальністю «Економічна кібернетика». Займався підприємництвом.
Від 2014 року — інструктор Центру тактичної підготовки СОТа; провадив домобілізаційну підготовку військовослужбовців та цивільного населення. Займався підготовкою резервістів 21-го батальйону територіальної оборони.
2018 року підписав контракт зі Збройними Силами України; старший лейтенант, командир протитанкового взводу роти вогневої підтримки; 13-й окремий мотопіхотний батальйон.
6 квітня 2021 року загинув біля селища Невельське (Ясинуватський район, Донецька область) від смертельних осколкових поранень, отриманих під час артилерійського обстрілу позицій ЗСУ терористами з протитанкових гармат.
Без Володимира лишились батьки та старший брат.
Похований в місті Чернігів, кладовище «Яцево», Алея Слави.

## Нагороди
- Указом Президента України № 25/2022 від 21 січня 2022 року «за особисту мужність і самовіддані дії, виявлені у захисті державного суверенітету та територіальної цілісності України» — нагороджений орденом Богдана Хмельницького III ступеня (посмертно)[1].